# 레즈 켐프턴
레즈 켐프턴(영어: Rez Kempton, 1976년 4월 1일 ~ )은 영국의 배우이다. 영화 《미이라》(2017)에 출연한다.

## 출연 작품
- 미이라